# Maïaki
Maïaki (ukrainien : Маяки) est une commune urbaine au sein de la communauté de communes Okny du Raïon de Podilsk (ancien Raïon Okny) de l'oblast d'Odessa, en Ukraine. Elle compte 636 habitants en 2001.

## Histoire
Pendant la Seconde guerre mondiale une partie de l’IAP-55 se trouvait à Maïaki sur la base aérienne avancée de l'aérodrome militaire de Bălți de Singureni: Aérodrome de Bălți - Singureni .